# Ignace de Coussemaker
Pour les articles homonymes, voir De Coussemaker.
Ignace de Coussemaker, né le 17 mars 1842 et mort le 15 janvier 1890 à Bailleul est un historien français, il n'est pas le fils d'Edmond de Coussemaker. Il est le fils de Justin Alexandre De Coussemaker et de Marie Adèle Van Merris. 
Il a été vice-président du Comité flamand de France et membre de la Commission historique du Nord. Il a été également membre honoraire de l'Académie royale flamande de Belgique et de la Société d'émulation de Bruges.

## Publications
- Un cartulaire de l'abbaye de N.-D. de Bourbourg (Tome I), Lille : Impr. V. Ducoulombier, 1882-1891. Disponible en texte intégral sur LillOnum
- Un cartulaire de l'abbaye de N.-D. de Bourbourg (Tome II), Lille : Impr. V. Ducoulombier, 1882-1891. Disponible en texte intégral sur LillOnum
- Cartulaire de l'abbaye de Cysoing et de ses dépendances, Lille : Imprimerie Saint-Augustin, 1883. Disponible en texte intégral sur LillOnum
- Le Livre de raison de Nicolas Van Pradelles (1564-1637), Lille : Imprimerie Lefebvre-Ducrocq, 1886, lire en ligne sur Gallica